# Innere Altstadt (Dresde)

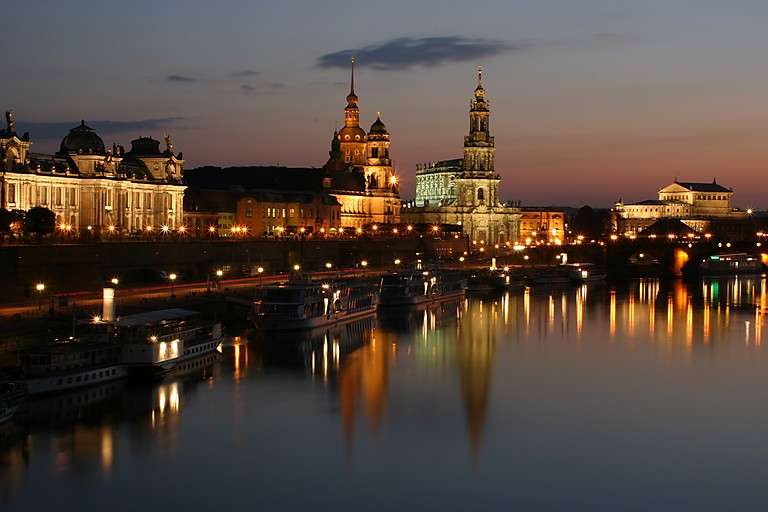
Foto de la Altstadt desde el otro lado del río Elba.

Innere Altstadt (en alemán, "ciudad vieja interior") es un barrio de Dresde (Alemania). Se le suele identificar a menudo con el núcleo histórico de la ciudad. Forma parte del distrito (Gemarkung) Dresden-Altstadt I. Desde 1991 también existe un Ortsamtsbereich (entidad administrativa que agrupa varios barrios) con el nombre de Altstadt.
El barrio de Innere Altstadt se corresponde con el casco viejo de Dresde y es, por su valor artístico y arquitectónico, el punto de atracción de turistas más importante de toda la ciudad.

## Ubicación

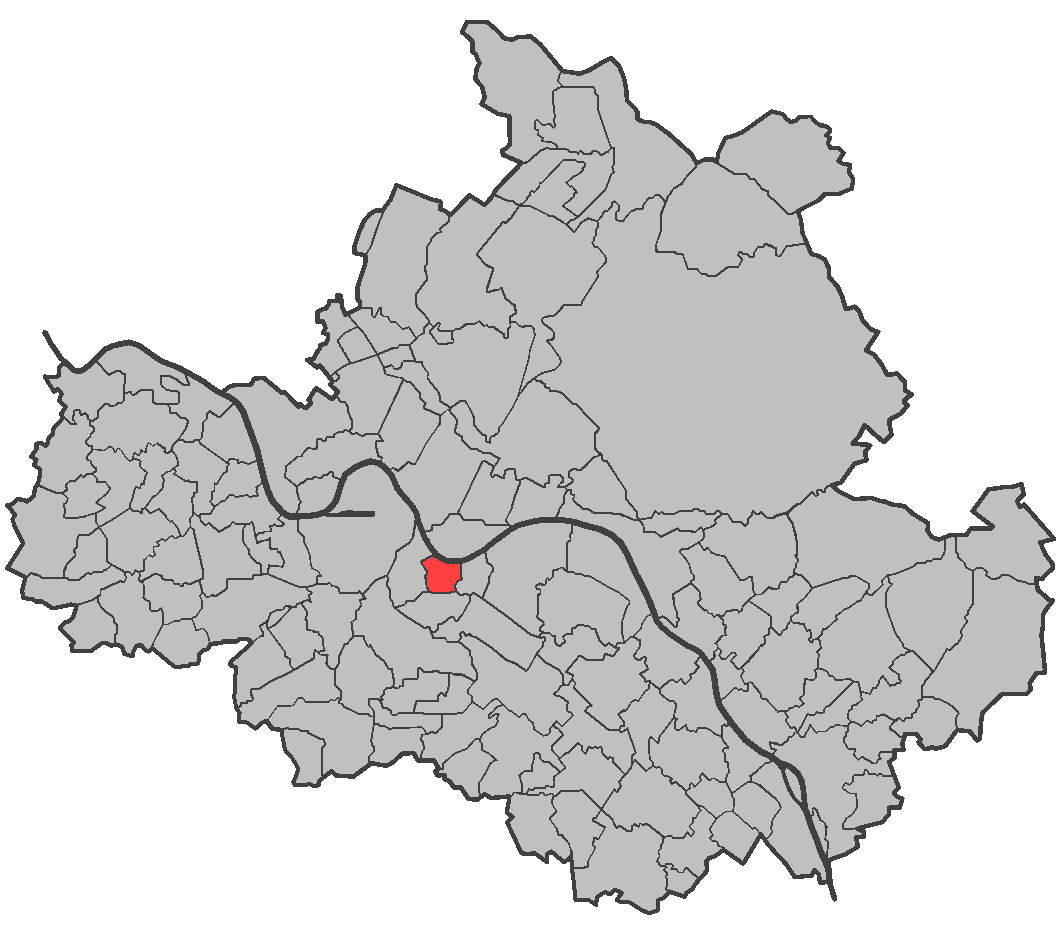
Ubicación del barrio dentro de la ciudad.

El barrio, de 0,83 km² de superficie, se encuentra en la orilla izquierda del río Elba y se extiende, de norte a sur, desde la calle Terrassenufer junto al Elba hasta el edificio del Ayuntamiento. Los límites del barrio están fijados por la antigua muralla de la ciudad, que fue demolida a comienzos del siglo XIX. La antigua ubicación de la muralla es reconocible hoy día en muchos sitios, pues esta fue sustituida en 1945 por un cinturón de circunvalación formado por las calles Wallstraße/Marienstraße, Dr.-Wilhelm-Külz-Ring/Waisenhausstraße y Ringstraße/St. Petersburger Straße. Al desmantelarse la fortificación, los emplazamientos que antaño ocupaban las puertas de la misma se transformaron en plazas que hoy día constituyen centros neurálgicos del tráfico de la ciudad. Así, en la parte occidental de la Altstadt, la Wilsches Tor se transformó en Postplatz y en el límite oriental, en el lugar que ocupaba la Pirnaisches Tor se construyó la Pirnaischer Platz. La Innere Altstadt se halla comunicada con la parte de Dresde al norte del río Elba por los puentes Augustusbrücke y Carolabrücke, que conectan con el barrio de Innere Neustadt ("ciudad nueva interior").

## Lugares de interés
La mayor parte de las obras arquitectónicas de valor histórico-cultural de la ciudad de Dresde se encuentran en la Innere Altstadt. Entre otros puntos de interés se encuentran el palacio Zwinger, la Iglesia de Nuestra Señora, la Semperoper, la residencia de los electores, la Kreuzkirche y la catedral católica.

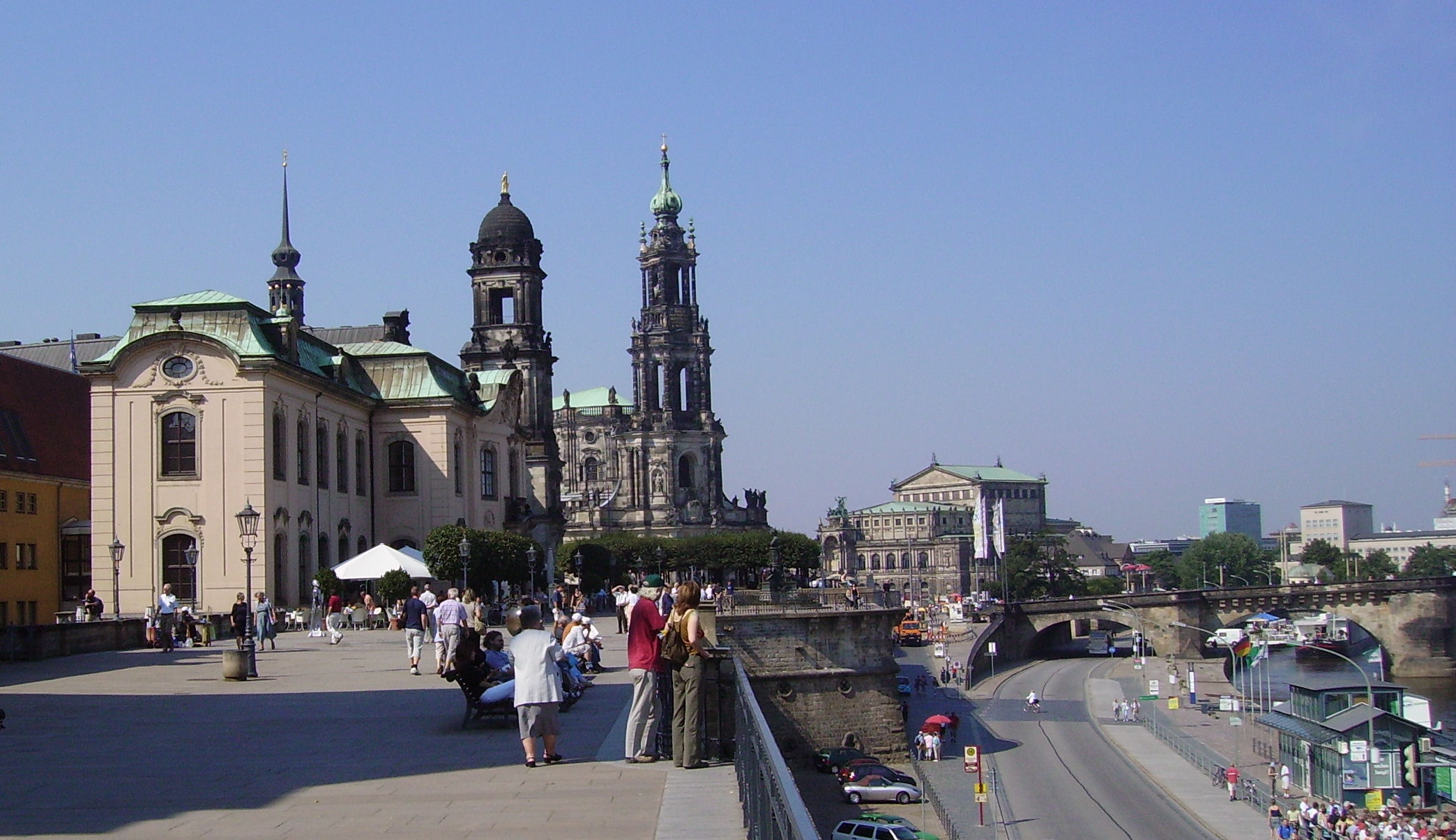
Terraza de Brühl
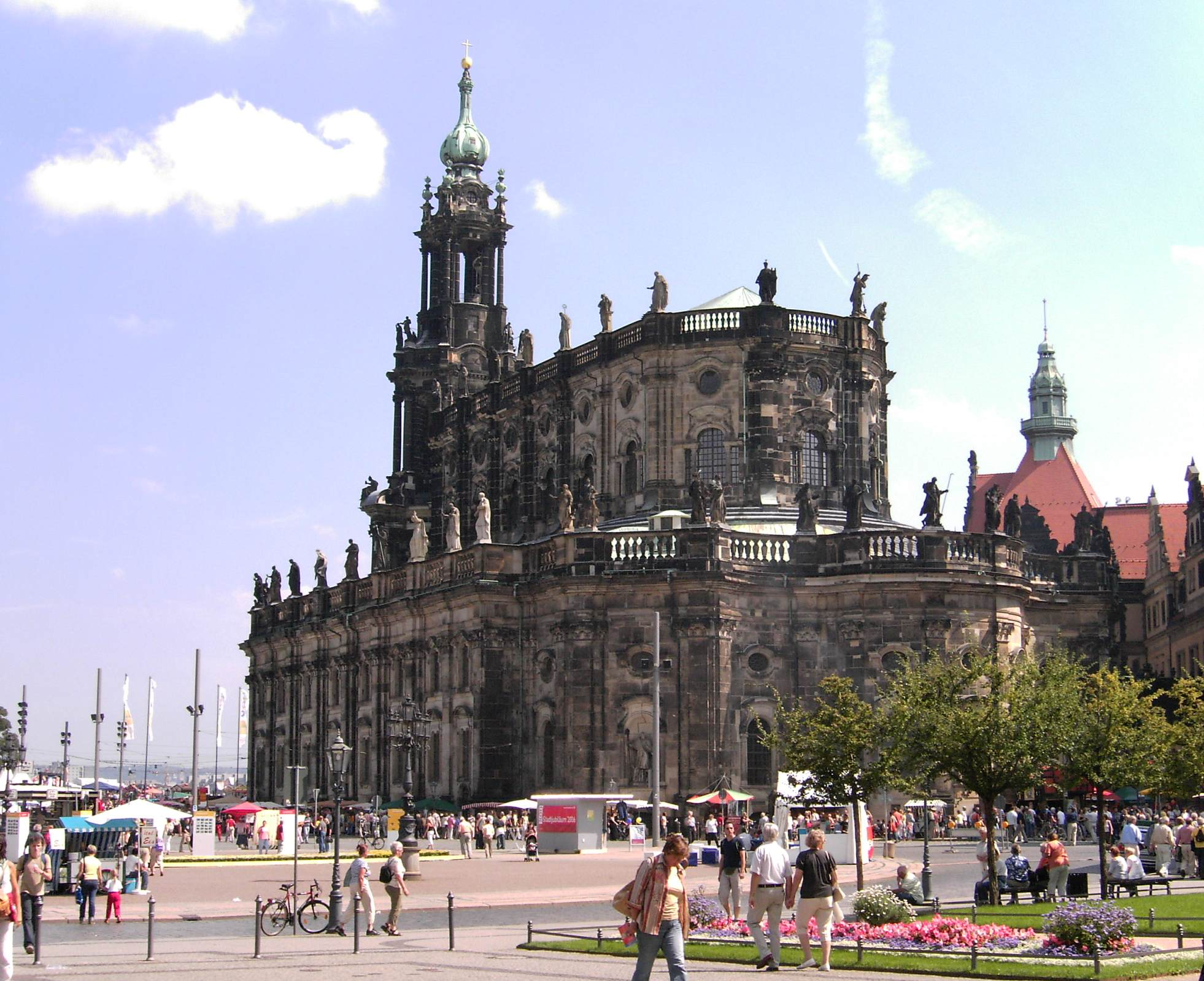
Hofkirche
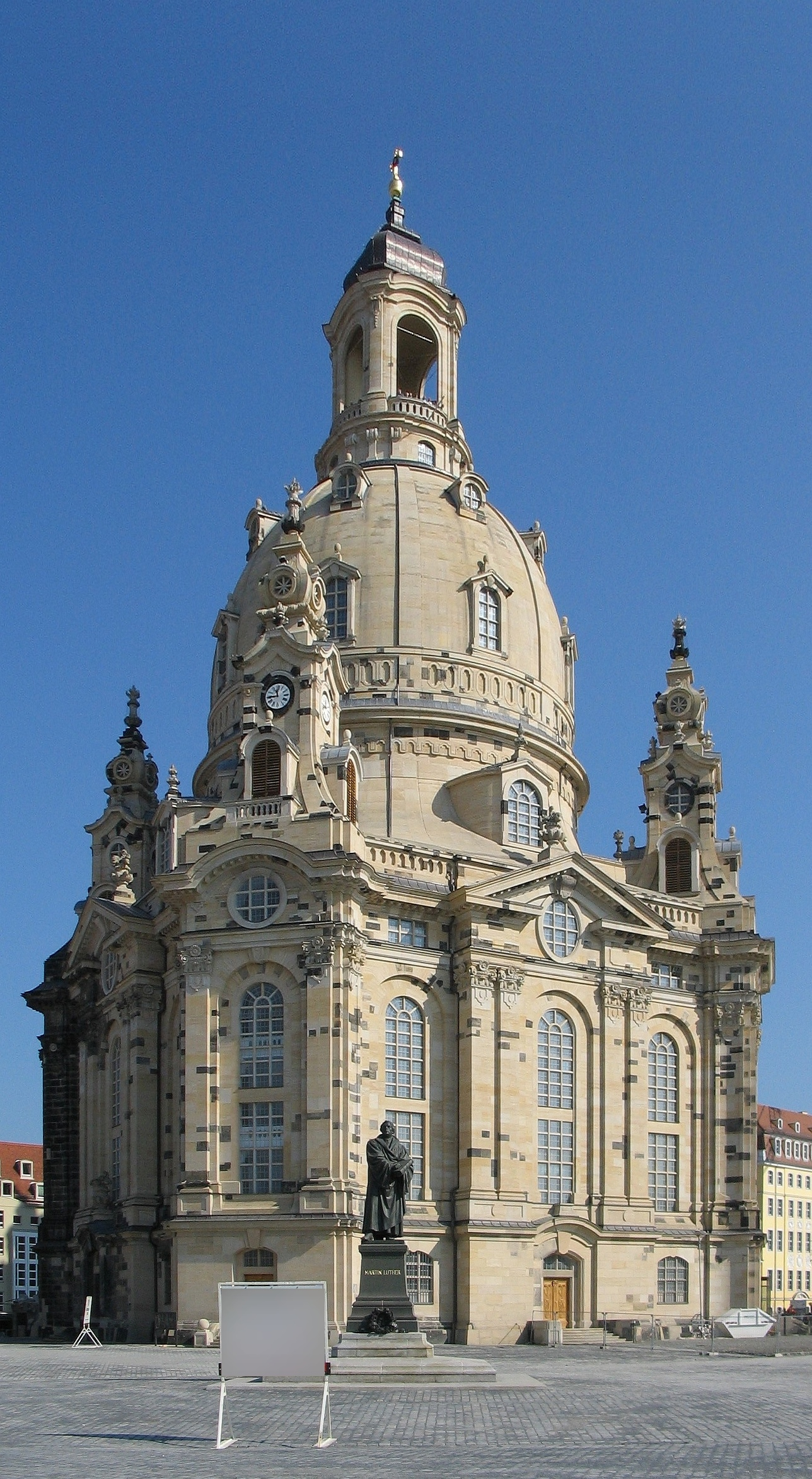
Frauenkirche
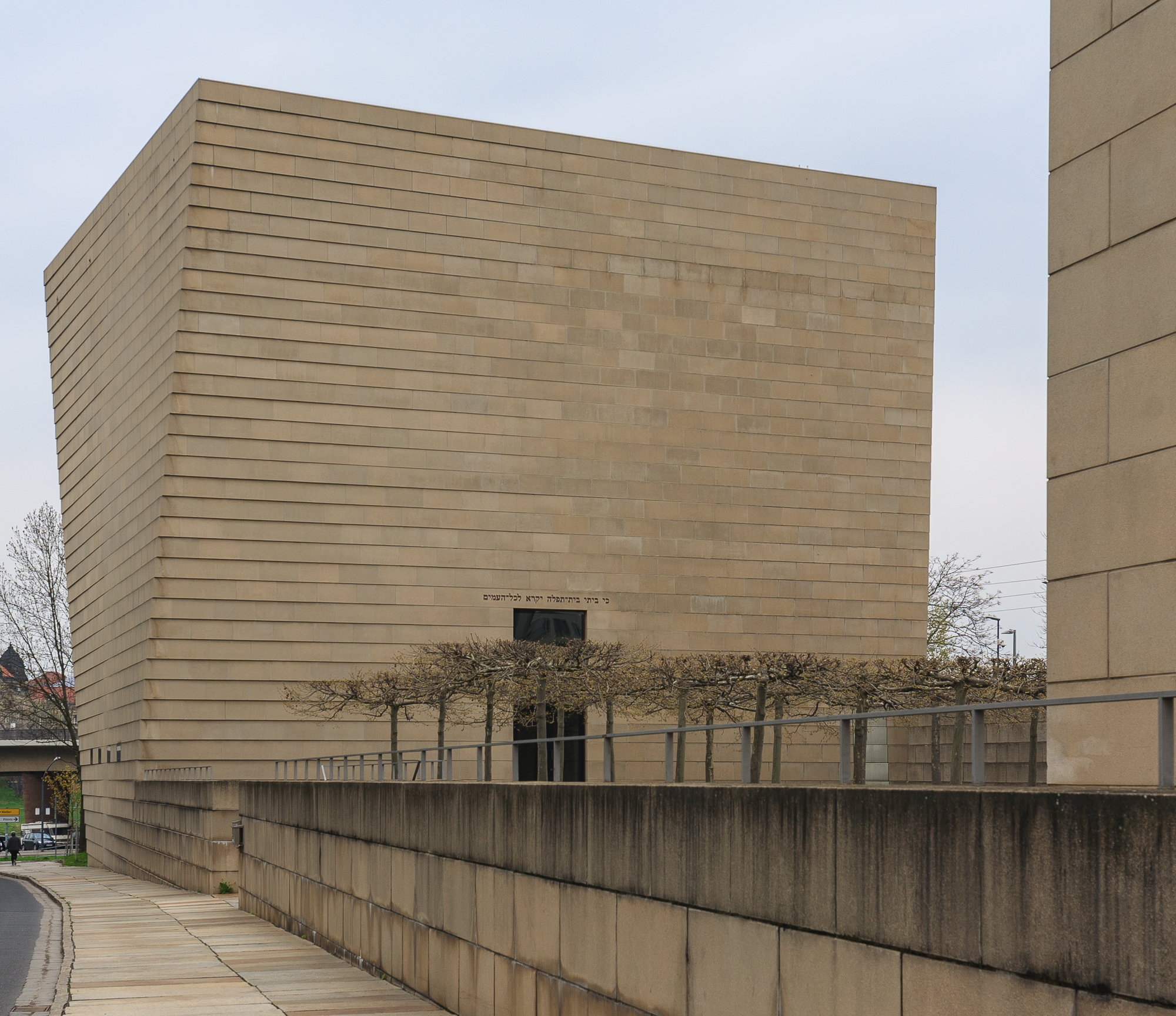
Neue Synagoge
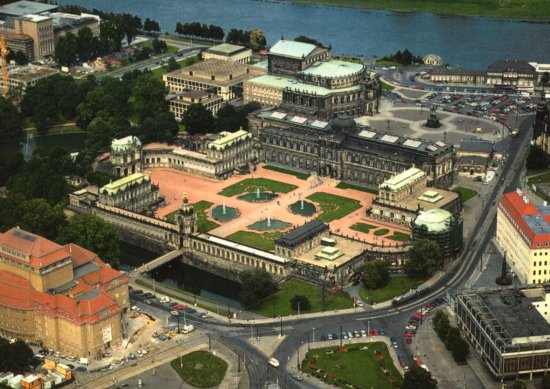
Zwinger y Theaterplatz
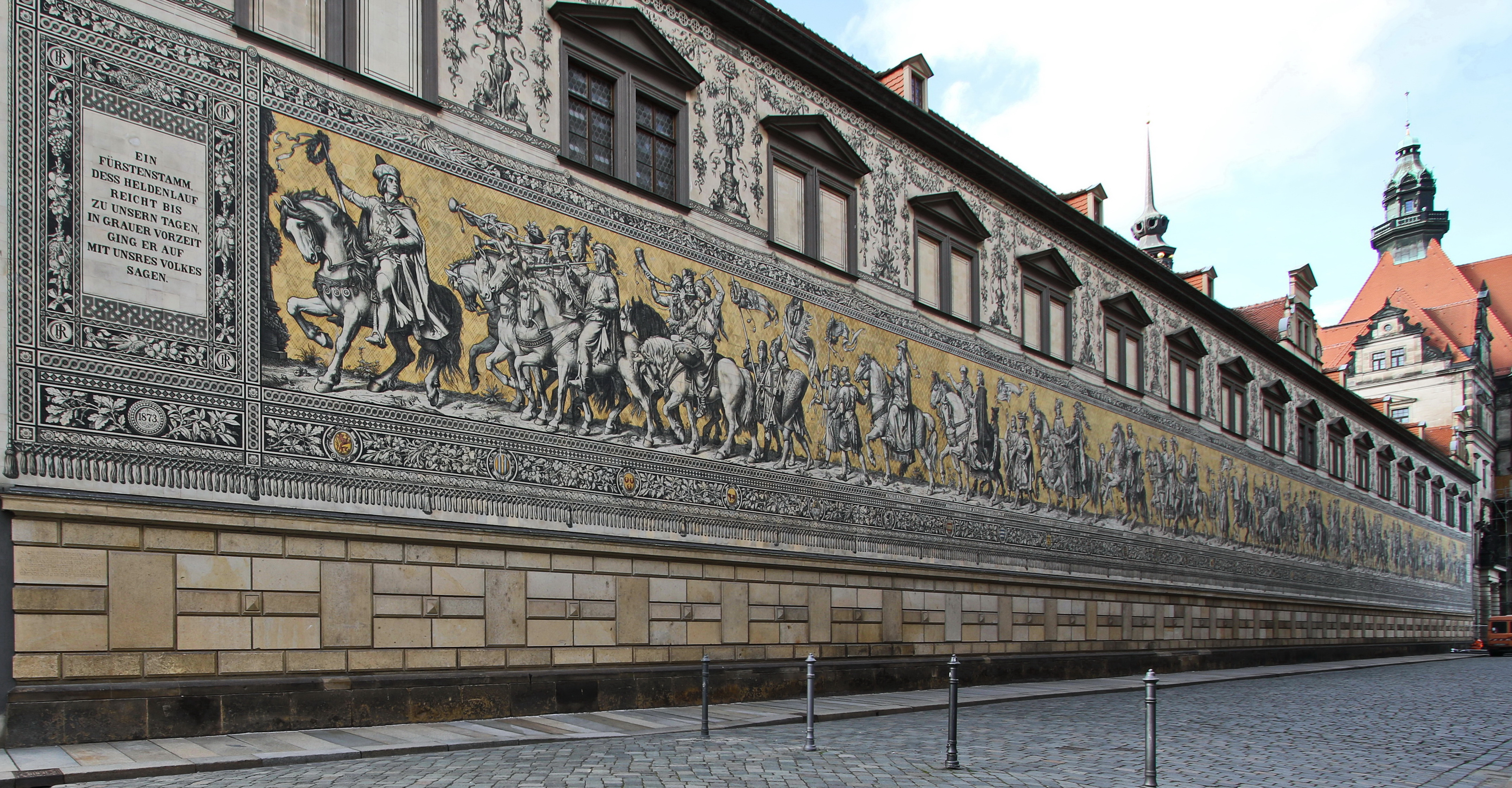
Fürstenzug
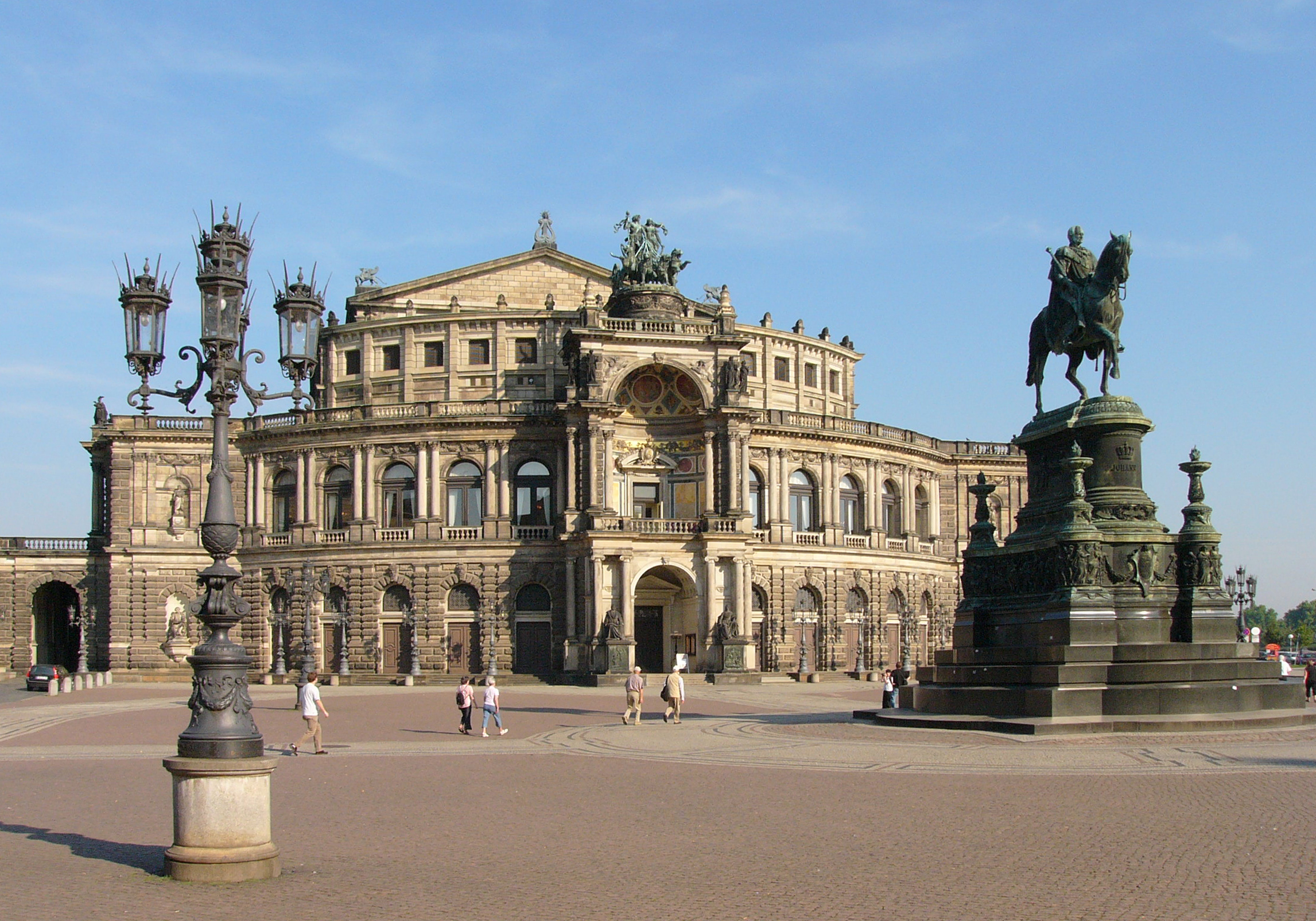
Semperoper
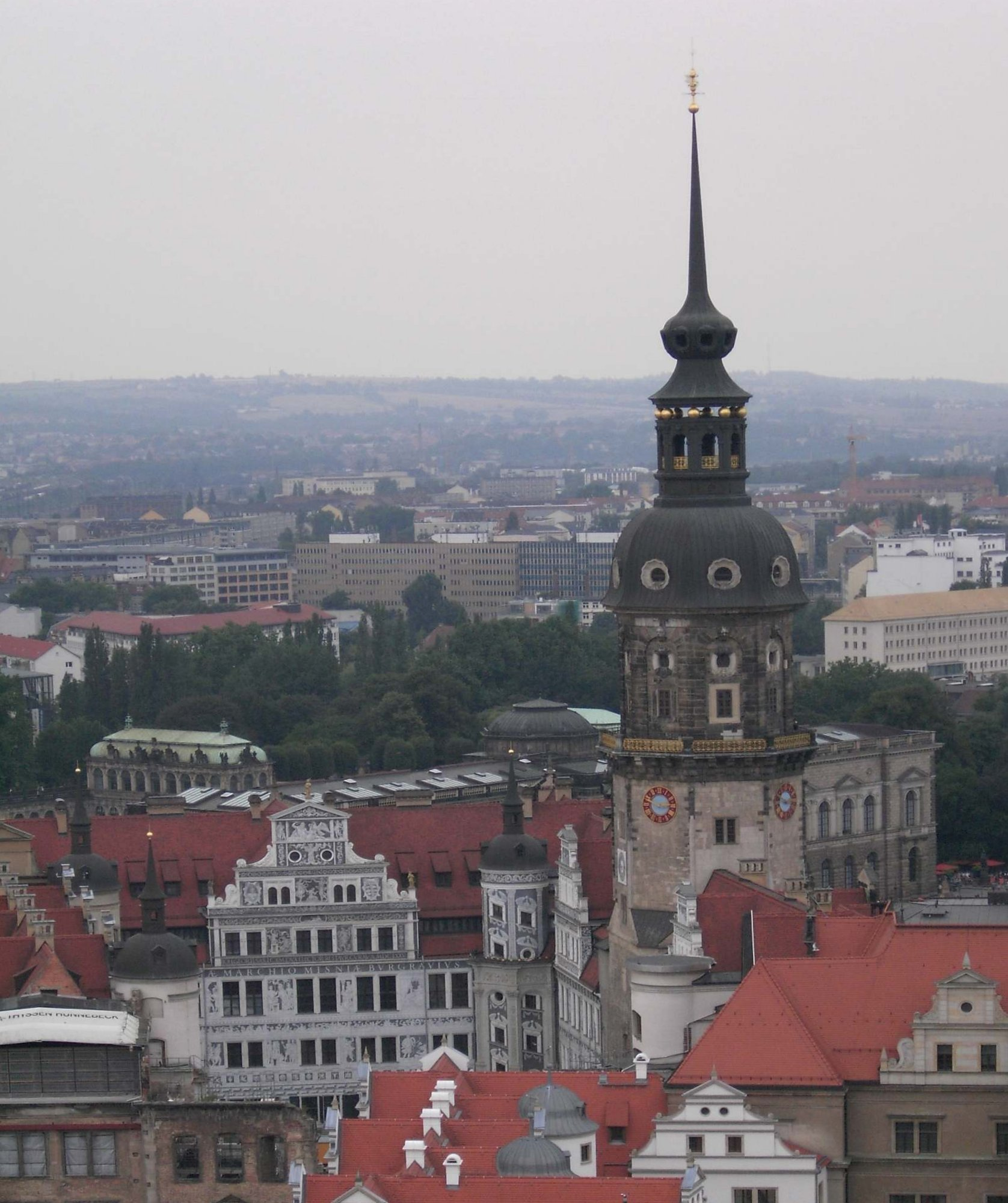
Palacio de Dresde

En la Innere Altstadt se encuentran las plazas Theaterplatz, Schlossplatz, Neumarkt y Altmarkt, donde tiene lugar anualmente el afamado mercado navideño Striezelmarkt. En el pequeño barrio también se encuentran dos importantes zonas verdes: el Brühlscher Garten, en el extremo oriental de la Terraza de Brühl, y el Teich am Zwinger ("estanque junto al Zwinger").

## Economía y demografía
La Innere Altstadt es el barrio de Dresde con mayor concentración de hoteles. Entre otros, tienen sede en él hoteles de las cadenas Hilton, Kempinski, Radisson SAS y Steigenberger Hotel. Tras los bombardeos anglo-americanos de febrero de 1945, la Innere Altstadt perdió su estatus de centro financiero de la ciudad, en parte también por el desarrollo como zona comercial de Seevorstadt, donde se encuentra el bulevar Prager Straße. No obstante, al urbanizarse los alrededores de la plaza Neumarkt, se han establecido en el lugar pequeños negocios de venta al por menor, que vienen a sumarse a los ya existentes en Altmarkt, de modo que el barrio va recuperando características propias de un centro urbano más allá de lo meramente turístico.
Por otra parte, tras los bombardeos quedaron destruidos en su práctica totalidad los inmuebles habitables. La Altstadt se reconstruyó casi exclusivamente con edificios de negocios. Eso, unido a los alquileres extremadamente elevados, hacen que la densidad de población del barrio sea baja (1.696 habitantes/km², dato de noviembre de 2006).

## Infraestructuras
La Innere Altstadt está cubierta por una densa red de tranvías de la Dresdner Verkehrsbetriebe (DVB). La Postplatz es el nudo más importante de la red de tranvías de la ciudad. Sólo apenas unas pocas líneas no circulan por la Altstadt.
En las zonas este y sur del barrio, varias calles de cuatro carriles rodean la Altstadt. La Wilsdruffer Straße formó parte hasta hace poco de la red de calles principales existente en Alemania. El barrio posee garajes subterráneos, gracias a las recientes obras en Altmarkt y Neumarkt, lo que es bastante atípico para un centro urbano histórico.